# Fredrik Ahlstedt (politiker)
Sven Fredrik Arnold Ahlstedt, född 17 februari 1968 i Längbro församling i Örebro län, är en svensk politiker (moderat), som är riksdagsledamot sedan 2022. Han är uppvuxen i Enköping och sedan 2004 bosatt i Uppsala.
Ahlstedt var kommunalråd och förste vice ordförande i kommunstyrelsen i Enköpings kommun mellan 1998 och 2002. Han var sedan kommunalråd i Uppsala kommun mellan 2012 och 2022, samt kommunstyrelsens ordförande 2012–2014. Han efterträdde Gunnar Hedberg.
Ahlstedt ställde inte upp för omval i kommunvalet 2022, utan kandiderade istället till riksdagen. Han blev inte invald, men kom in som statsrådsersättare när Jessika Roswall blev EU-minister i oktober 2022. Sedan augusti 2024 är han ordinarie ledamot. I riksdagen är han ledamot av skatteutskottet.